# アニー・ポッツ
アニー・ポッツ（Anne Hampton Potts, 1952年10月28日 - ）は、アメリカ合衆国の女優、声優。

## 来歴
テネシー州ナッシュビルに生まれる。しばらくして一家はケンタッキー州へ移り、高校卒業までをそこで過ごす。高校卒業後にはミズーリ州にあるステファンズ大学へ進学して演劇を学ぶ。17歳の時に、飲酒運転の車に轢かれたことがある。

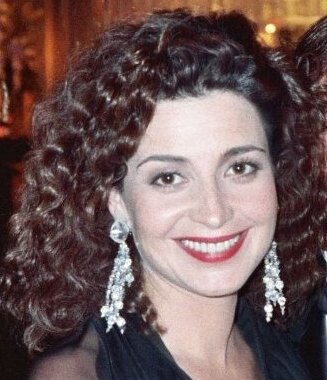
1989年、第41回エミー賞授賞式にて

1978年にマーク・ハミル出演のアドベンチャー・コメディ『コルベット・サマー』で映画デビューを飾る。その後も様々な映画・テレビに出演して、日本ではビル・マーレイ主演の大ヒットコメディ『ゴーストバスターズ』に登場するジャニーン役で知られている。主にコミカルな演技を得意とし、それが評価されてエミー賞とゴールデン・グローブ賞にノミネートされたこともある。3度離婚した経験があり、現在はテレビディレクターと結婚して3人の子供がいる。

## 出演作品

### 映画
- コルベット・サマー Corvette Summer（1978）
- キング・オブ・ジプシー King of the Gypsies（1978）
- Heartaches（1981）
- ゴーストバスターズ Ghost Busters（1984）
- クライム・オブ・パッション Crimes of Passion（1984）
- プリティ・イン・ピンク/恋人たちの街角 Pretty in Pink（1986）
- Jumpin' Jack Flash（1986）
- ジョン・キャンディの 迷探偵ハリーにまかせろ?! Who's Harry Crumb?（1989）
- ゴーストバスターズ2 Ghost Busters 2（1989）
- ラスト・ショー2 Texasville（1990）
- Breaking the Rules（1992）
- トラブル IN ベガス Elvis Has Left the Building（2004）
- The Sunday Man（2007）
- ゴーストバスターズ Ghostbusters（2016）
- ハッピー・アニバーサリー Happy Anniversary（2018）
- ゴーストバスターズ/アフターライフ Ghostbusters: Afterlife（2021）
- ゴーストバスターズ/フローズン・サマー Ghostbusters: Frozen Empire（2024）

### テレビドラマ
- トワイライトゾーン Twilight Zone（1985）
- Designing Women（1986-1993）
- 世にも不思議なアメージング・ストーリー Amazing Stories（1987）
- Love & War（1993-1995）
- Any Day Now（1998-2002）
- HUFF〜ドクターは中年症候群 Huff（2004）
- 女検察官アナベス・チェイス Close to Home（2005）
- LAW & ORDER:性犯罪特捜班 Law & Order: Special Victims Unit（2005-2007）
- アグリー・ベティ Ugly Betty（2008）
- ボストン・リーガル Boston Legal（2008）
- Marry Me 〜本命彼女はモテ期中!?〜 Marry Me（2010）
- GCB 〜キラめく女の逆襲バトル〜 GCB（2012）
- フォスター家の事情 The Fosters（2013-2018）
- グレイズ・アナトミー 恋の解剖学 Grey's Anatomy（2013）
- Major Crimes 〜重大犯罪課 Major Crimes（2015）
- NCIS: ニューオーリンズ NCIS: New Orleans（2015）
- シカゴ・メッド Chicago Med（2015-2016）
- スキャンダル 託された秘密 Scandal（2016）
- 救命医ハンク セレブ診療ファイル Royal Pains（2016）
- ヤング・シェルドン Young Sheldon（2017-）

### テレビアニメ
- ヘラクレス Hercules（1998年）

### 劇場アニメ
- トイ・ストーリー Toy Story（1995年） - ボー 役
- トイ・ストーリー2 Toy Story 2（1999年） - ボー・ピープ 役
- トイ・ストーリー4 Toy Story 4（2019年） - ボー・ピープ 役

### Web配信アニメ
- ボー・ピープはどこに? Lamp Life（2019年11月） - ボー・ピープ 役
- ワニ少年アーロの冒険 Arlo the Alligator Boy（2021年） - エドミー 役

### ゲーム
- トイ・ストーリー2 Toy Story 2（1999年） - ボー・ピープ 役